# Wright Flyer
(Wilbur Wright, 1900)
Il Wright Flyer (noto, retrospettivamente, anche come Flyer I, Flyer 1903 o Kitty Hawk oppure semplicemente Flyer in italiano aviatore) fu uno dei più importanti aeroplani dell'era pionieristica. Progettato e costruito dai due fratelli statunitensi Wilbur e Orville Wright all'inizio del XX secolo, è in genere considerato il primo mezzo motorizzato più pesante dell'aria ad aver eseguito un volo controllato, il 17 dicembre 1903.

## Storia del progetto

### Precedenti approcci al volo
Verso la fine del XIX secolo, tanto in Europa quanto negli Stati Uniti, la prospettiva di riuscire a realizzare una macchina volante più pesante dell'aria andava facendosi sempre più realistica, grazie al progresso tecnologico nel campo dei materiali e al perfezionamento del motore a scoppio; perciò diversi tecnici, scienziati e inventori furono spinti a dedicarsi alla ricerca in campo aeronautico, scatenando una sorta di corsa al primato che calamitò anche notevoli attenzioni da parte della stampa, soprattutto negli USA.
Tra i più notevoli tentativi di alzarsi dal suolo intrapresi durante la fase "preistorica" della storia del volo figura quello del francese Clément Ader, che nel 1890 riuscì a far compiere un brevissimo balzo al suo Éole, dotato di un motore a vapore.
Anche l'americano Hiram Maxim, inventore della mitragliatrice che porta il suo nome, si era dedicato a progettazioni aeronautiche. Nel 1894 aveva sfiorato il successo con un enorme biplano, che si era staccato brevemente dal suolo per poi incagliarsi nello stesso binario da cui era partito, schiantandosi violentemente al suolo. Anche se la macchina volante di Maxim era propulsa da ben due motori a vapore, il suo inventore era lucidamente consapevole del fatto che lo sviluppo di un motore a scoppio efficiente e leggero era un presupposto fondamentale per la realizzazione di un aereo valido: nel 1892 aveva scritto "dateci un motore e ben presto vi daremo una macchina volante funzionante".

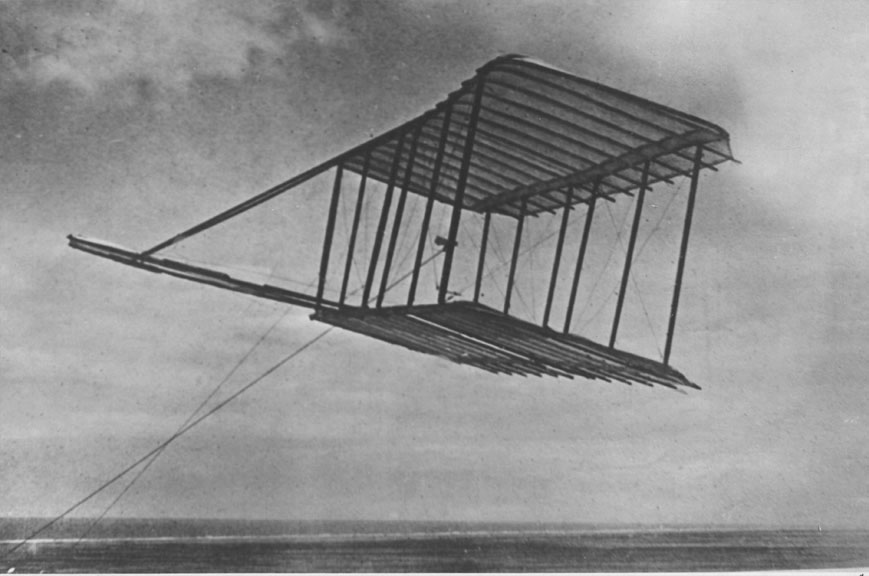
L'aliante Wright del 1900, il primo che i due fratelli costruirono, fotografato durante una prova di volo condotta come se si trattasse di un aquilone.

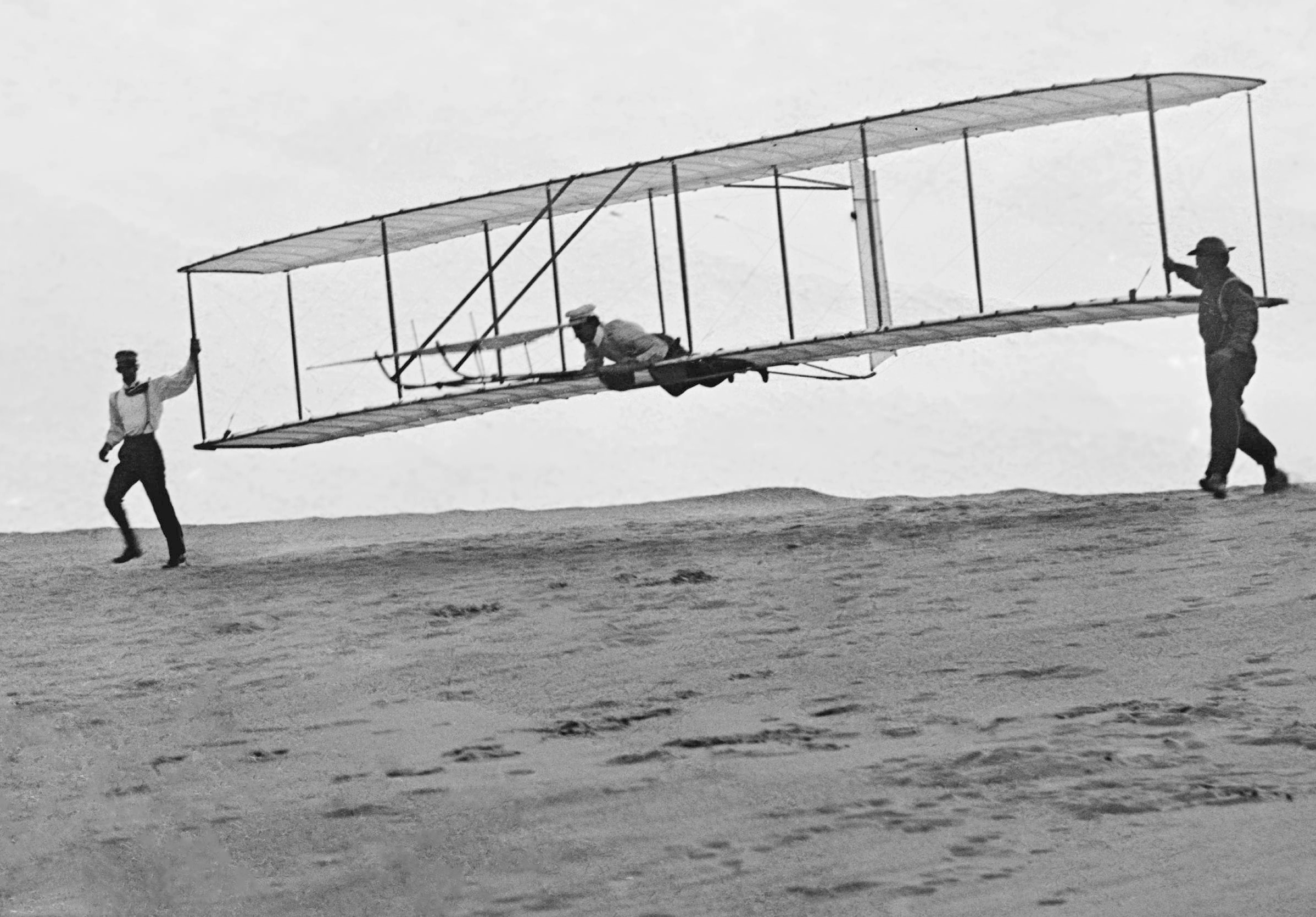
Esperimenti con il terzo aliante dei fratelli Wright, nell'autunno 1902.

Tuttavia l'esperimento nel quale l'opinione pubblica mondiale aveva riposto la maggior fiducia era stato quello dell'eminente scienziato americano Samuel Pierpont Langley. Il lancio del suo monumentale Great Aerodrome fallì con grande clamore per due volte, il 7 ottobre e l'8 dicembre 1903 (solo pochi giorni prima del volo dei Wright). Dal momento che il governo americano aveva investito in prima persona ingenti somme di denaro nell'esperimento, la delusione dovuta al fallimento fu molto grande e provocò la diffusione di un certo scetticismo a proposito della realizzabilità del volo a motore, la quale però fu di breve durata. L'Aerodrome di Langley aveva un motore a pistoni da ben 37 kW (50 CV), ed era il risultato del lavoro di uno scienziato esperto; il suo fallimento malgrado i buoni presupposti viene di solito attribuito al fatto che, in pratica, era mancata nel corso della realizzazione del progetto una fase di sperimentazione sul campo.

### Gli alianti Wright
I fratelli Wright, al contrario, svolsero un gran numero di esperimenti sul campo nel corso dei quali si fecero un'idea precisa dei principi più elementari dell'aerodinamica. Nel laboratorio annesso al negozio di biciclette che gestivano insieme a Dayton, nell'Ohio, essi si dedicarono sistematicamente alla risoluzione di una serie di problemi importanti.
Il primo punto su cui si concentrarono fu quello della controllabilità del velivolo; essi infatti avevano ben presto compreso che, per evitare i tragici incidenti che erano già costati la vita, tra gli altri, al pioniere degli alianti Otto Lilienthal, era essenziale poter manovrare l'aereo: essere in grado di esercitare sulla macchina un vero e proprio controllo era altrettanto importante che staccarsi dal suolo. Il problema fu risolto con l'approccio più tradizionale: fu osservando il volo di alcuni uccelli che Wilbur notò il modo in cui essi deformavano l'estremità delle ali per mantenere l'assetto laterale, e si rese conto che lo stesso principio, che sarebbe poi diventato noto come svergolamento alare, poteva essere applicato anche a una struttura alare artificiale, purché essa fosse dotata di sufficiente flessibilità.
I Wright svolsero anche una serie di osservazioni empiriche su diversi tipi di profilo alare, che montarono a turno su una bicicletta in corsa per saggiare il loro comportamento al variare del flusso d'aria. Infine, costruirono una piccola galleria del vento che usarono per collaudare diverse superfici aerodinamiche su cui poi si basarono nella progettazione delle ali del Flyer.
Nell'autunno del 1900 i Wright si recarono sulle colline presso Kitty Hawk, nel Carolina del Nord, per sperimentare in condizioni di vento favorevole il loro primo aliante. Esso era un biplano in complesso molto simile a quello che sarebbe diventato il Wright Flyer: un piccolo velivolo con struttura lignea ricoperta in tela, che presentava già la stessa configurazione canard che avrebbe caratterizzato tutte le progettazioni dei Wright fino al 1911. Il pilota era steso in posizione prona per minimizzare la resistenza aerodinamica, e usava una leva posta davanti a sé per comandare le superfici anteriori, con cui regolava il beccheggio. Il controllo del rollio tramite lo svergolamento alare invece era affidato a dei pedali. Solamente, mancava ancora la coda. Nel corso di questi test, svolti quando le condizioni di vento erano favorevoli, i due fratelli prendevano a turno il posto del pilota, e l'aliante veniva lanciato lungo il pendio di una collina dall'altro fratello o da altri collaboratori (tra cui si ricordano Dan e Bill Tate). Gli esiti di queste prove di planata furono molto positivi per quanto riguardava il funzionamento dei comandi, che consentivano voli bilanciati e atterraggi delicati. In compenso i profili alari risultarono in definitiva inefficienti, e vennero poi migliorati.

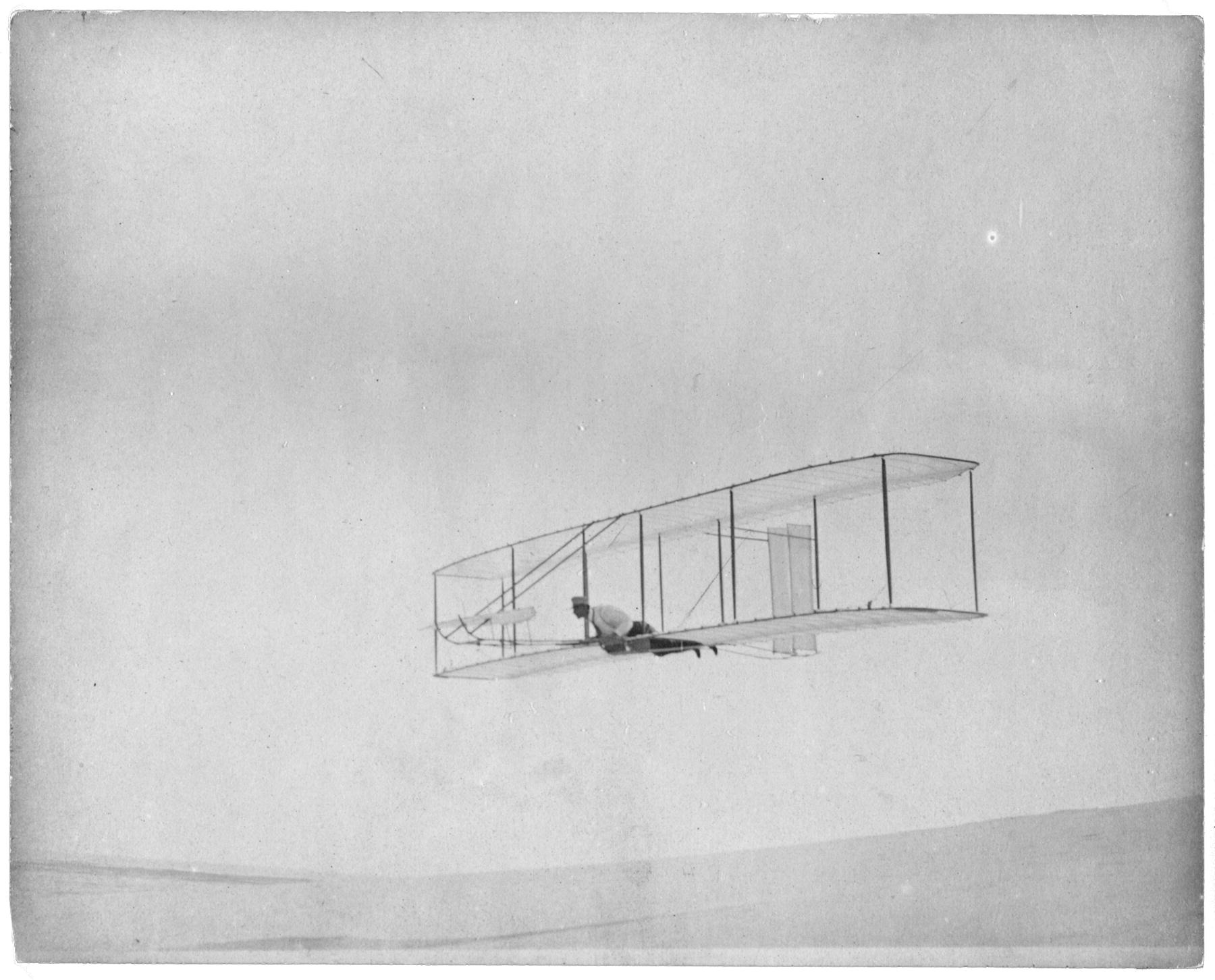
L'aliante del 1902 in uno dei suoi oltre 700 voli di prova.

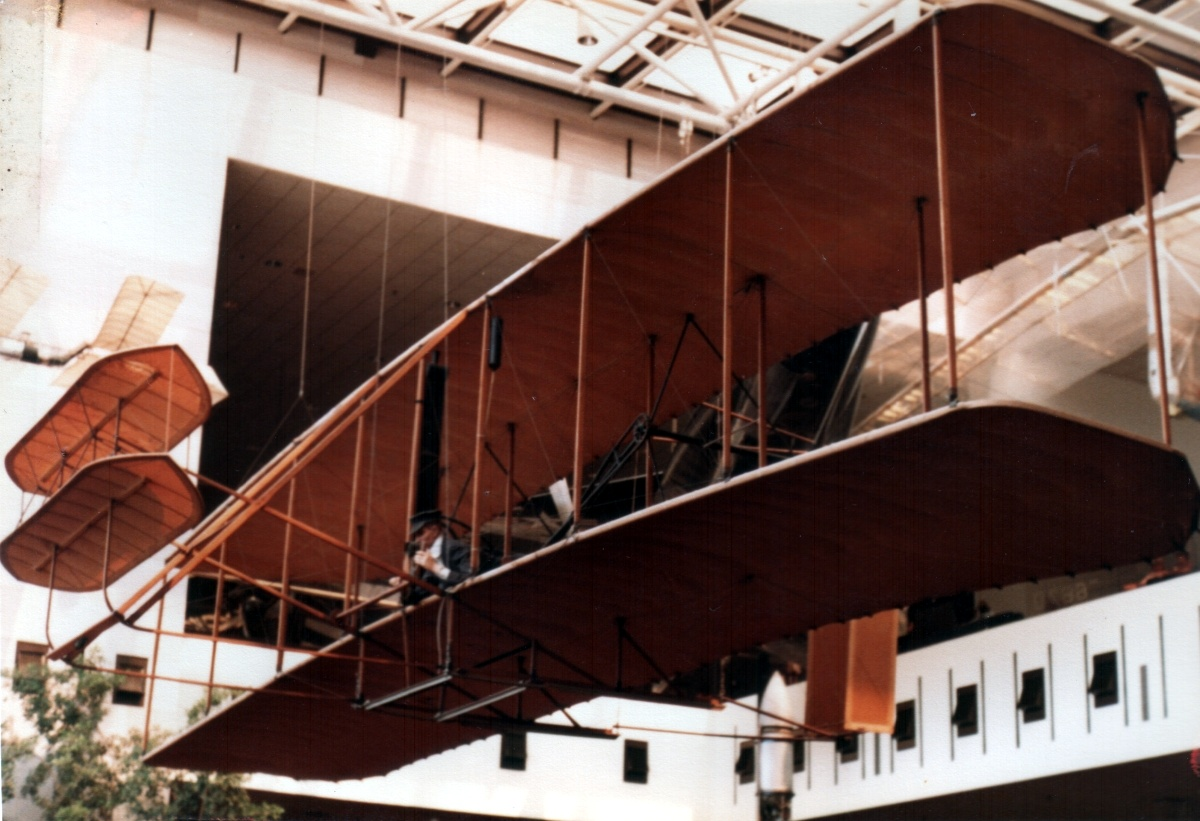
Il Flyer, conservato alla Smithsonian Institution di Washington, come appariva nel 1982.

Nell'estate del 1901 i Wright tornarono presso Kitty Hawk (questa volta poco lontano, sulle colline di Kill Devil Hills) per eseguire altre prove con un nuovo aliante più grande, capace di fornire più portanza. La superficie alare era stata quasi raddoppiata, ma gli esperimenti che si svolsero alla presenza dell'esperto di alianti francese Octave Chanute furono sostanzialmente un fallimento: furono necessarie significative modifiche alla forma dell'ala per rendere il velivolo controllabile come il suo predecessore, e in almeno un'occasione un grave stallo portò vicino alla tragedia, scongiurata grazie all'ampio timone di profondità anteriore. Inoltre, era necessario aumentare ulteriormente la portanza disponibile.
Wilbur e Orville, tornati a Dayton, affrontarono la questione in dettaglio: svolsero un gran numero di esperimenti con la loro galleria del vento, confrontando il comportamento di diverse superfici disposte a formare angoli diversi rispetto al flusso dell'aria, e utilizzarono i risultati per rifare completamente i calcoli relativi alla portanza. L'aliante che essi costruirono nel 1902, che fu il risultato di queste sperimentazioni, aveva un'ala più sottile e meno incurvata. Per compensare gli sbandamenti dovuti alla deformazione delle ali, venne introdotta per la prima volta la doppia superficie fissa posteriore, che costituiva una deriva verticale. Aerodinamicamente, l'aliante del 1902 fu il più efficiente di tutta la serie, anche se la sua controllabilità era ancora troppo limitata. I Wright introdussero allora un sistema aggiuntivo di controllo laterale basato sul movimento delle derive verticali, che divennero in effetti dei veri e propri timoni.
Il libratore del 1902, eseguite queste modifiche, fu un ragguardevole successo; compì planate anche di 200 m, rimanendo in volo fino a 26 secondi.

### Il Flyer
Il passo successivo, e decisivo, era quello del volo motorizzato. Poiché le compagnie automobilistiche si rivelarono incapaci di mettere a disposizione un motore adatto (cioè dotato di un rapporto potenza-peso abbastanza soddisfacente) i fratelli Wright affidarono al loro assistente, Charlie Taylor, la progettazione e la costruzione di un valido motore a scoppio, compito che egli portò brillantemente a termine. La costruzione delle eliche era un problema più delicato e complesso, ed evidentemente non esisteva nessuna azienda che avrebbe potuto fornire a Wilbur e a Orville un'elica aeronautica già pronta; essi dovettero disegnarle e costruirle da sé, superando notevoli difficoltà e risolvendo difficili problemi di matematica e fisica teorica. Anche da questo punto di vista comunque ottennero un buon successo, visto che le loro eliche raggiunsero ottimi livelli di efficienza. Per lanciare il Flyer in fase di decollo, dato che un vero e proprio carrello sarebbe stato pesante e avrebbe rischiato di infossarsi nella sabbia, i Wright avevano sviluppato una rotaia lungo cui l'aereo rullava con poco attrito fino a raggiungere la velocità di decollo.
Il Wright Flyer, risultante dall'installazione del motore di Taylor su una struttura quasi uguale a quella dell'aliante del 1902, era pronto per il settembre 1903.

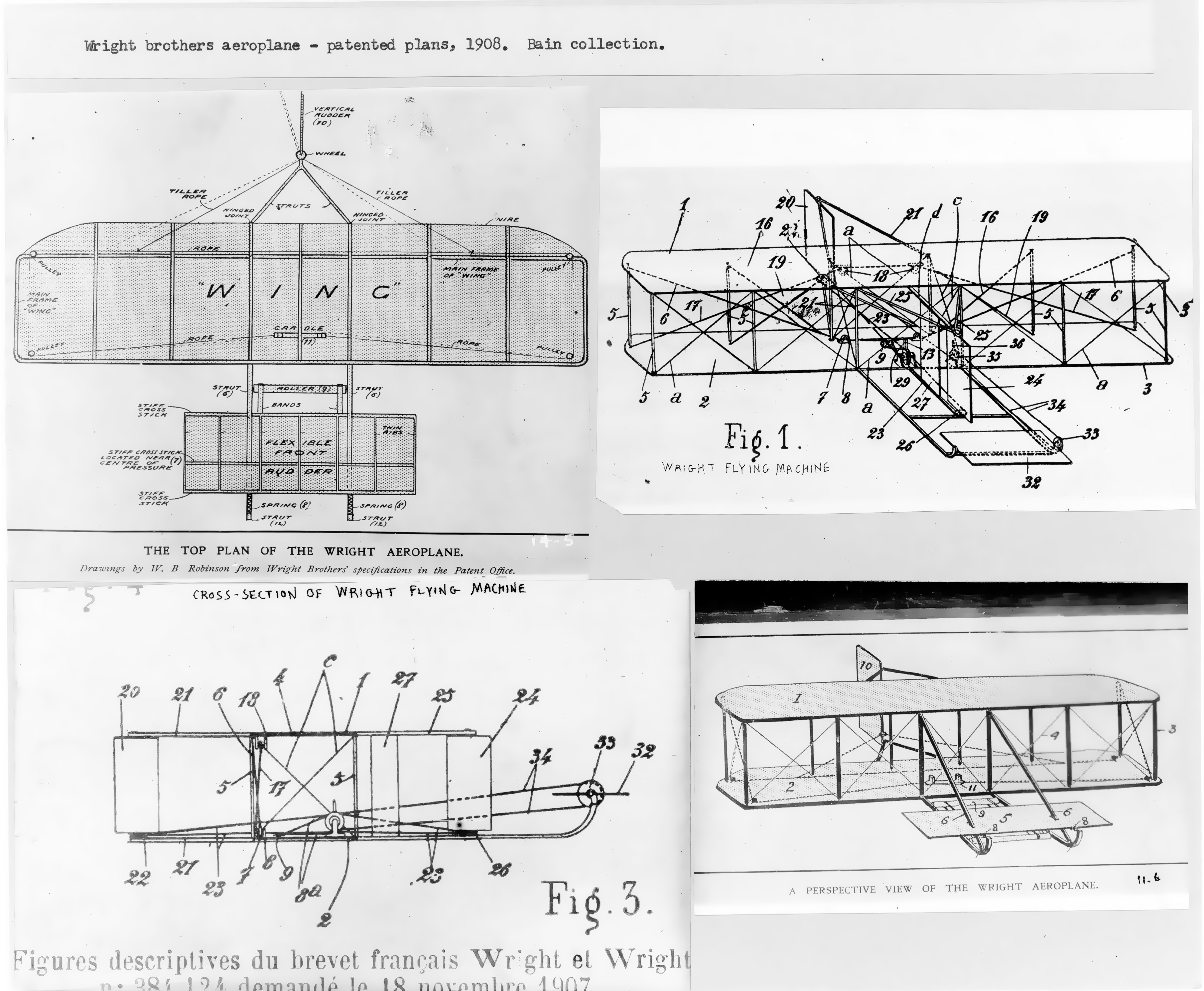
Foglio di brevetto dell'aereo

## Tecnica

### Struttura e comandi
Il Flyer era un biplano monomotore (quantunque propulso da due eliche) con canard; la scelta di porre l'equilibratore in posizione anteriore (che prende il nome di "canard" dal francese per "anatra", con riferimento all'aspetto che assumono gli aerei con questa architettura) fu dettata principalmente da due ragioni: in primo luogo, secondo Wilbur, l'incidente che era costato la vita a Lilienthal era stato causato dalla scarsa controllabilità della configurazione (convenzionale) del suo aliante, inconveniente che a suo parere la formula canard avrebbe evitato; in secondo luogo, riteneva che il fatto di avere in vista l'equilibratore durante il volo potesse essere di aiuto al pilota.
Il doppio piano orizzontale anteriore era sorretto dal prolungamento dei pattini di atterraggio, ed era interamente mobile; il suo controllo era affidato a una leva posta a sinistra del pilota. Il timone di profondità era in pratica l'organo principale di controllo del Flyer, e la sua ipersensibilità costituiva la più rilevante difficoltà di pilotaggio dell'aereo.
Il comando tanto dello svergolamento alare che regolava il rollio, quanto del doppio timone che regolava l'imbardata erano collegati a una sella scorrevole lateralmente, che il pilota – sdraiato in posizione prona – comandava con il movimento dei fianchi.
Il Flyer del 1903 era privo di carrello. L'atterraggio avveniva direttamente sui pattini che costituivano la sua struttura inferiore, mentre il decollo avveniva grazie a un carrellino capace di scorrere lungo una rotaia di legno lunga 18 m: il Flyer veniva posto all'inizio del binario, collocato sopra tale supporto mobile scorrevole, e quindi veniva bloccato con un cavo; quando il motore era a regime il cavo veniva sganciato, ed era la potenza del motore stesso ad accelerare l'aereo fino a fargli raggiungere la velocità di decollo. Fu solo dal 1904 in poi che, in alcune occasioni, i Wright per facilitare il decollo sfruttarono una sorta di catapulta che accelerava l'aereo grazie alla caduta di un peso da un'impalcatura.

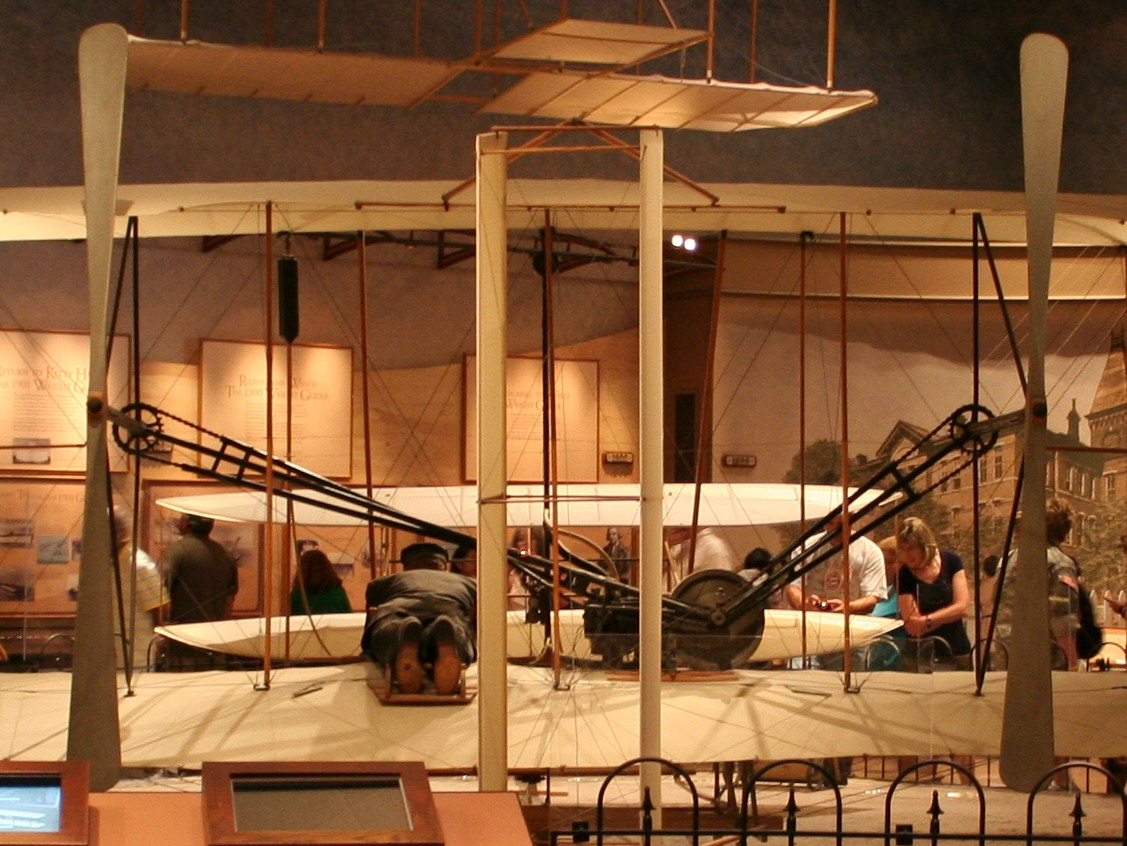
Dettaglio del motore, delle eliche e della postazione del pilota del Flyer originale conservato a Washington.

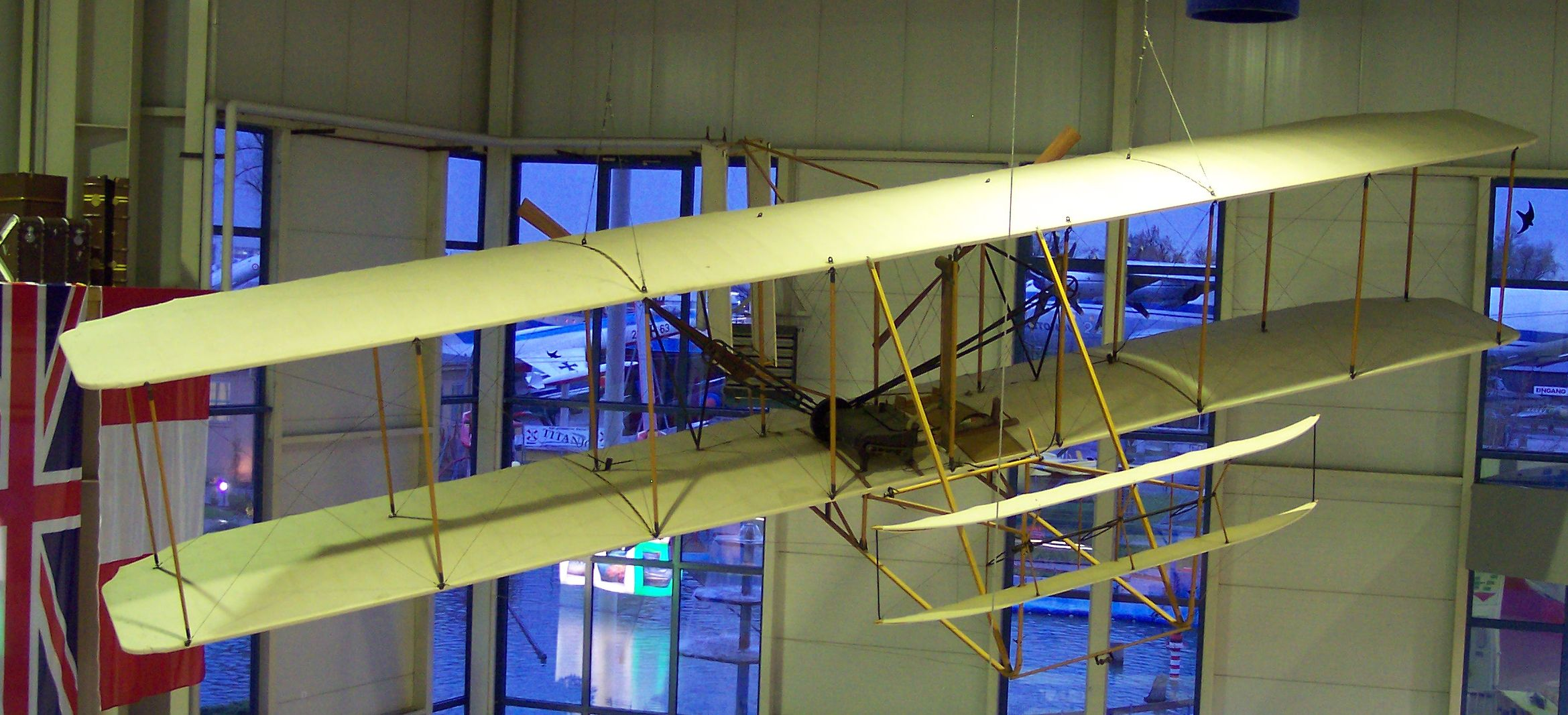
Una replica del Flyer conservata al Technik Museum Speyer, in Germania.

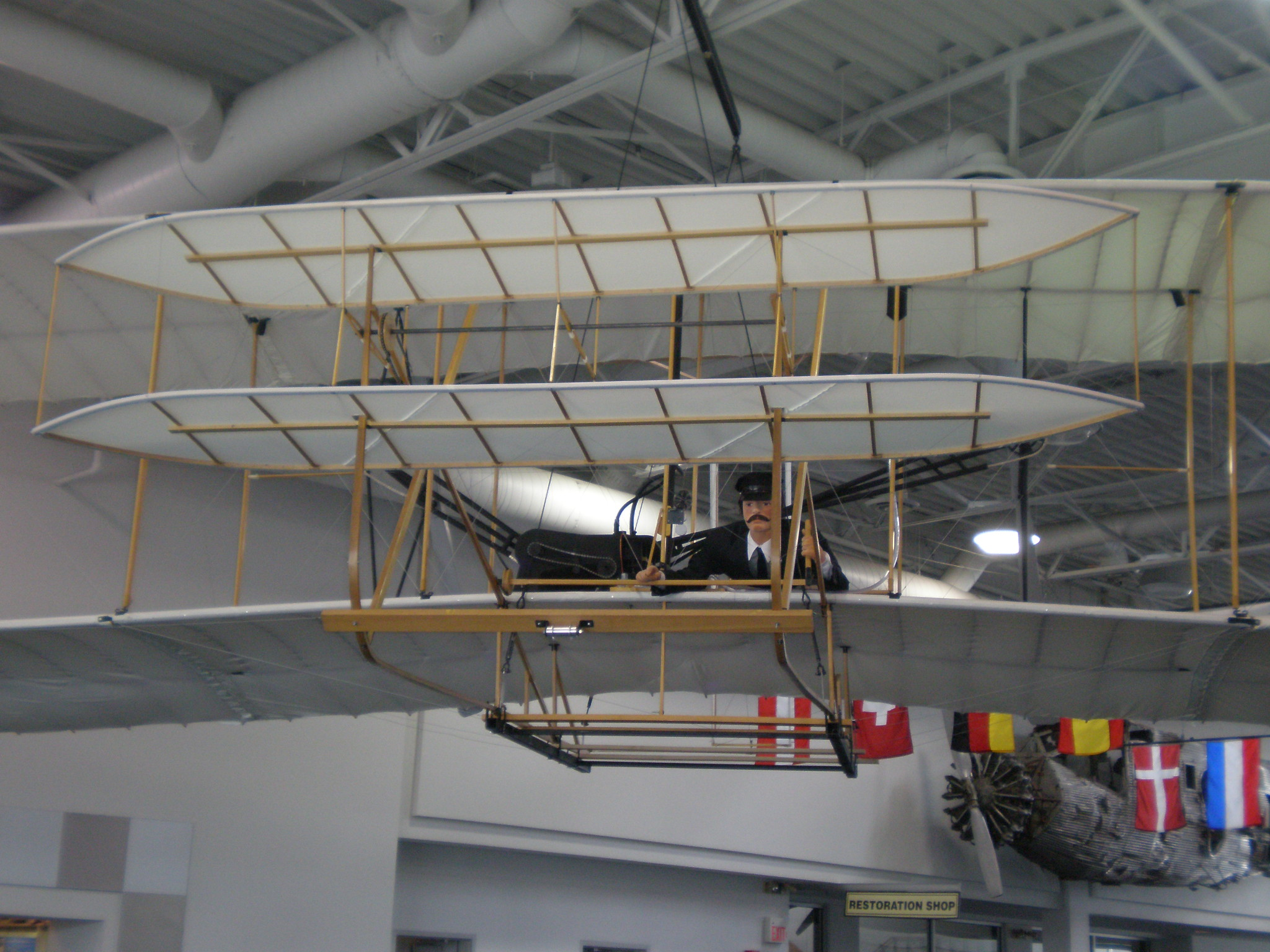
Una replica del Flyer conservata all'Hiller Aviation Museum di San Carlos, California. Notare la posizione del pilota e del motore.

La leggerissima struttura del Flyer era completamente lignea, con parti in frassino e abete rosso, ed era rivestita da una mussola grezza piuttosto leggera. Il metallo era stato impiegato solo per gli attacchi delle parti, per i tiranti delle controventature e per le trasmissioni dei comandi. Inoltre ovviamente erano in metallo il motore, il radiatore dell'acqua di raffreddamento e le catene da bicicletta responsabili della trasmissione.

### Motore ed eliche
Di ritorno dalle prove di volo librato eseguite nell'estate del 1902, i Wright avevano bisogno di un motore e di una coppia di eliche. Nel dicembre 1902 Wilbur scrisse a dieci diverse case automobilistiche, trasmettendo loro la richiesta di costruire un motore capace di garantire le prestazioni di cui i due fratelli avevano bisogno; le specifiche che essi allegarono alla richiesta prevedevano un peso non superiore agli 82 kg (180 lb) e una potenza di almeno 6 kW (8 CV). Nessuna delle ditte, tuttavia, aveva a disposizione un motore con tali caratteristiche, né era disposta a dedicarsi alla sua realizzazione ad hoc. Perciò, Wilbur e Orville decisero di svilupparlo autonomamente, e ne affidarono la realizzazione al meccanico Charlie Taylor.
Il motore costruito da Taylor aveva quattro cilindri in linea disposti orizzontalmente, ed era raffreddato ad acqua; aveva una cilindrata di 3 294 cm³, sviluppava 12 CV a 1090 giri al minuto e pesava 77,3 kg. Il suo rapporto peso-potenza era molto buono, ma era un motore piuttosto grezzo, anche per l'epoca: non aveva un sistema di alimentazione propriamente detto, né un carburatore moderno, né un sistema di regolazione della potenza. Ciononostante svolse piuttosto bene il compito, estremamente specifico, per cui era stato progettato; inoltre, presentava anche delle caratteristiche innovative, ad esempio l'ampio uso di alluminio nel basamento dei cilindri, il che gli conferiva la sua eccezionale leggerezza. Il carburante alimentava i cilindri per gravità, da un serbatoio da poco meno di un litro e mezzo posto al di sopra del motore; la benzina si miscelava con l'aria in una piccola camera posta accanto ai cilindri, e la miscela così ottenuta veniva vaporizzata dal calore del motore stesso, per poi essere immessa nei cilindri da un collettore. La scintilla per l'avviamento era prodotta da una batteria esterna all'aeroplano, mentre a regime l'ignizione era garantita da un magnete a bassa tensione collegato al volano da 10 kg che normalizzava i giri del motore.
Il motore, che Taylor aveva costruito in sei settimane, venne collaudato il 12 febbraio 1903: nonostante un lieve surriscaldamento dell'area dello scarico, funzionò bene finché i Wright non arricchirono la miscela aria-combustibile. A quel punto il motore non resse e i cilindri gripparono. Il motore dovette essere ricostruito da capo, ma entro il maggio di quello stesso anno funzionava ormai in modo soddisfacente.
Il motore era collocato sull'ala inferiore; si trovava in posizione eccentrica, scostato dall'asse di simmetria del velivolo, per compensare l'opposta eccentricità del posto di pilotaggio.
Per quanto riguardava l'elica, i Wright cercarono senza successo delle informazioni tecnico-scientifiche che potessero aiutarli, e quindi procedettero autonomamente. Dopo essersi resi conto che un'elica non è altro che un'ala che si muove ruotando anziché traslando, Wilbur e Orville si dedicarono alla costruzione di una nuova, più grande galleria del vento in cui sperimentarono diverse superfici su cui svolsero i calcoli necessari. Quindi passarono alla sperimentazione di modelli di elica in scala, e infine produssero artigianalmente due eliche del diametro di 2,6 m in abete rosso. Il loro rendimento, pari al 66%, era molto buono rispetto ai risultati di altri contemporanei.
La potenza del motore era trasmessa alle due eliche (montate dietro alle ali, in posizione spingente) da catene da bicicletta con un rapporto di riduzione di 0,28. La catena di trasmissione sinistra era incrociata, cosicché le due eliche giravano in direzione opposta, in modo da evitare gli effetti di coppia.

### Superfici alari
Le ali erano costruite su un profilo molto sottile del tipo concavo-convesso (cioè caratterizzato da una sezione asimmetrica, con il dorso dell'ala convesso e il ventre concavo). La loro struttura era basata su trentotto centine trasversali e su due longheroni longitudinali per ciascuna delle due ali. Il longherone anteriore era molto vicino al bordo d'attacco, e quello posteriore era posto a circa sette decimi della corda alare. Le ali erano collegate da nove coppie di montanti in legno vincolati ai longheroni, ed essi erano a loro volta rinforzati da abbondanti controventature di tiranti in acciaio. Gli alberi delle eliche erano supportati da due coppie di montanti. Il bordo d'uscita dell'ala era definito da un filo metallico teso tra le centine, e assumeva un contorno dentellato a causa della tensione della tela di rivestimento.
Le due semiali avevano apertura e superficie leggermente diverse: quelle di destra erano una decina di centimetri più lunghe di quelle di sinistra per compensare la lieve asimmetria nel posizionamento del motore. Le ali non avevano diedro – anzi, a terra esse assumevano un leggero diedro negativo dovuto alla loro grande flessibilità (flessibilità che peraltro era essenziale per l'efficacia dello svergolamento); i Wright avevano rinunciato a costruire un aereo intrinsecamente stabile sull'asse longitudinale, preferendo che fosse il pilota a correggere continuamente l'assetto intervenendo attivamente sui comandi, come se stesse andando in bicicletta. La configurazione con equilibratore posto anteriormente consentiva un miglior controllo da parte del pilota, specialmente in condizioni di volo critiche.

## Impiego: i voli del 17 dicembre 1903
I Wright ritornarono a Kill Devil Hills alla fine di settembre del 1903, nello stesso periodo in cui Langley si accingeva a tentare di far volare il suo Aerodrome. Quando seppero del suo primo fallimento, Wilbur e Orville si convinsero che era venuto il loro turno di fare lo storico tentativo.

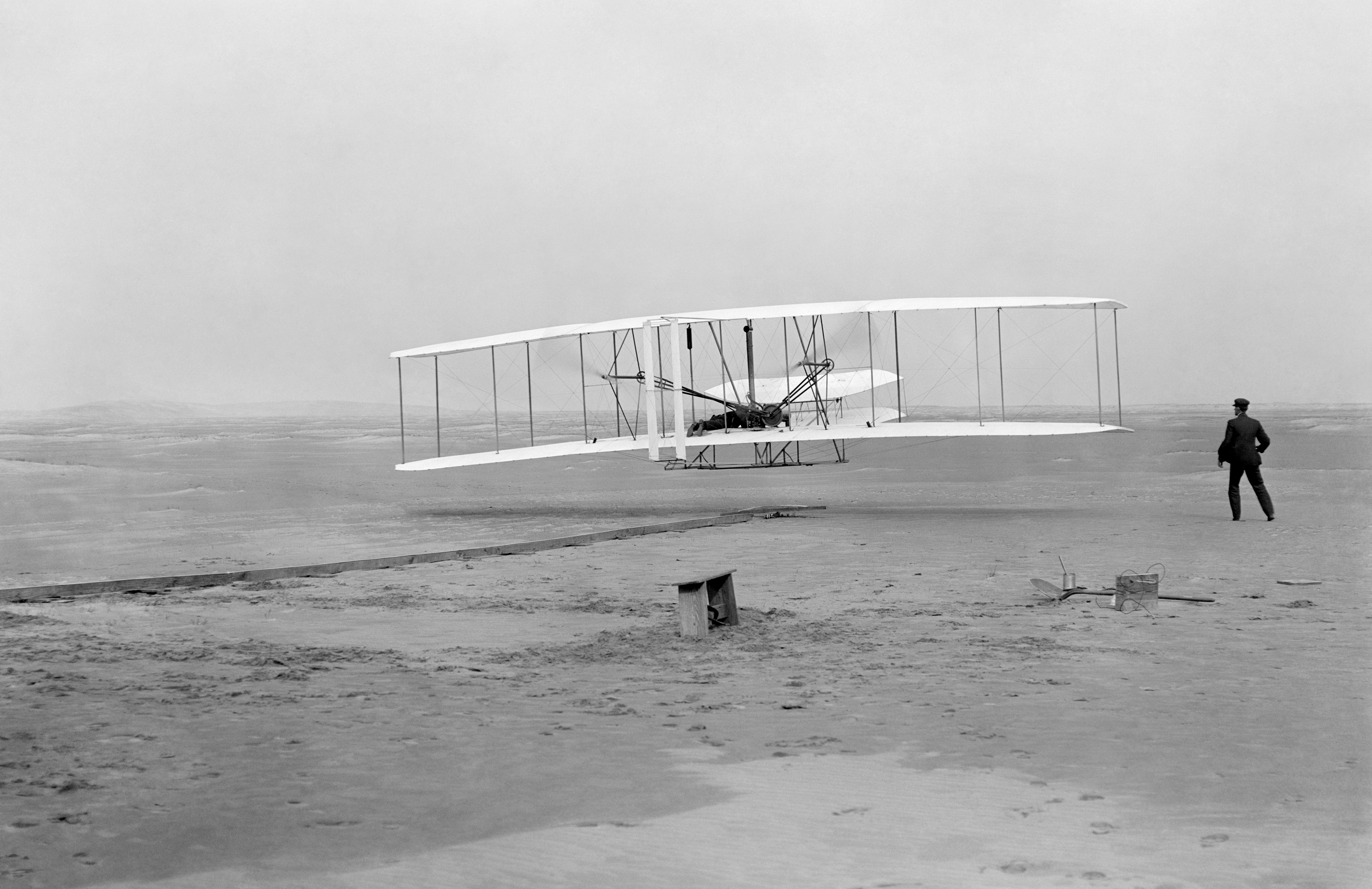
Il Flyer si solleva per il suo primo, storico volo il mattino del 17 dicembre 1903. Orville è ai comandi e Wilbur lo osserva da vicino. La fotografia, una delle più riprodotte del Novecento, è stata scattata da John Daniels.

Tuttavia per quasi tutto l'autunno le circostanze furono contrarie ai Wright: inizialmente il motore funzionò male, e le sue eccessive vibrazioni finirono anche per danneggiare gli alberi delle eliche; Orville fu costretto a tornare a Dayton per costruirne di nuovi in acciaio. Dopo che anche il secondo tentativo di Langley fallì, facendo definitivamente naufragare il progetto dell'Aerodrome, il 14 dicembre 1903 i Wright eseguirono la prima prova di lancio del Flyer. Con Wilbur ai comandi, il Flyer andò fuori controllo appena si fu staccato dal binario di partenza, e cadde pesantemente al suolo, senza tuttavia subire danni gravi.
Il tentativo fu ripetuto il 17 dicembre, questa volta con Orville ai comandi. A Kill Devil Hills tirava un forte vento nella direzione contraria a quella in cui sarebbe decollato il Flyer, e questo fattore, pur rendendo più difficile il pilotaggio, avrebbe reso più facile per la macchina staccarsi dal suolo, imprimendole una maggiore velocità relativa rispetto all'aria. La squadra di soccorso mobile vicino a Kill Devil Hills fu allertata e fu piazzata una macchina fotografica per documentare un eventuale successo. Può essere curioso notare che i Wright volarono sempre vestiti esattamente come al solito, in giacca e cravatta e con i colletti inamidati. Dopo che il motore si fu scaldato i due fratelli si strinsero la mano, e Orville prese posto, in posizione prona, sul Flyer. Quando il cavo che tratteneva il Flyer fu sganciato, l'aereo rullò accelerando in avanti con il motore al massimo, e si staccò da terra rimanendo in volo per 12 secondi, durante i quali coprì una distanza di 36 m. Orville Wright scrisse in seguito:
Se era ancora possibile dubitare del fatto che il primo "salto" dei Wright fosse un vero volo, i successivi tre esperimenti tentati in sequenza da Wilbur, Orville e di nuovo Wilbur nel corso di quella stessa giornata del 17 dicembre sembrarono dimostrare che il Flyer garantiva davvero una discreta padronanza dell'aria. Nell'ultimo di questi quattro voli, ognuno più lungo e sicuro del precedente, Wilbur riuscì a tenere in aria il Flyer per 59 secondi, per una distanza di 260 m. Al termine di quest'ultimo volo, tuttavia, il Flyer picchiò repentinamente e, atterrando bruscamente, ruppe il supporto del timone di profondità anteriore; il pilota non subì nessuna conseguenza seria, ma questo costrinse a sospendere i tentativi per qualche tempo.
L'evento fu comunicato alla stampa direttamente dai fratelli Wright; tuttavia il pubblico accolse la notizia con poco entusiasmo, principalmente perché il fiasco di Langley aveva in gran parte smorzato l'interesse per la nascente aviazione, e negli Stati Uniti si era diffuso, a questo proposito, un certo scetticismo. Peraltro, intenzionati a non farsi rubare le loro idee da nessuno, Wilbur e Orville non cercarono di attirare l'attenzione sul loro lavoro finché non lo ebbero perfezionato, cioè finché non risultò chiaro il suo potenziale valore economico.
Dal Wright Flyer del 1903 gli stessi Wright, negli anni immediatamente successivi, svilupparono diversi altri velivoli che, pur concettualmente simili, si rivelarono sempre più prestanti e affidabili; le evoluzioni dirette del Flyer originale furono nel 1904 il Flyer II, nel 1905 il Flyer III, e poi il Model A nel 1908 e il Model B nel 1911.

## Il Flyer dopo Kitty Hawk

### Permanenza negli Stati Uniti
I tre alianti su cui erano stati svolti gli esperimenti che avevano portato a far volare il Flyer nel 1903 furono praticamente buttati via da Wilbur e Orville dopo che essi ebbero finito di usarli. Il Flyer stesso invece fu conservato, anche se l'indifferenza con cui lo trattarono all'inizio suggerisce che i due fratelli non gli attribuissero la grande importanza a livello nazionale che poi gli sarebbe stata accordata. L'aereo, danneggiato dopo l'ultimo volo di Wilbur, fu smontato e riposto in alcune casse, che rimasero nel retrobottega del negozio di biciclette di Dayton per i successivi tredici anni, fino al 1916. L'albero a gomiti e il volano originali furono prestati nel 1906 agli allestitori di una mostra a New York, ma in quell'occasione andarono persi per sempre.

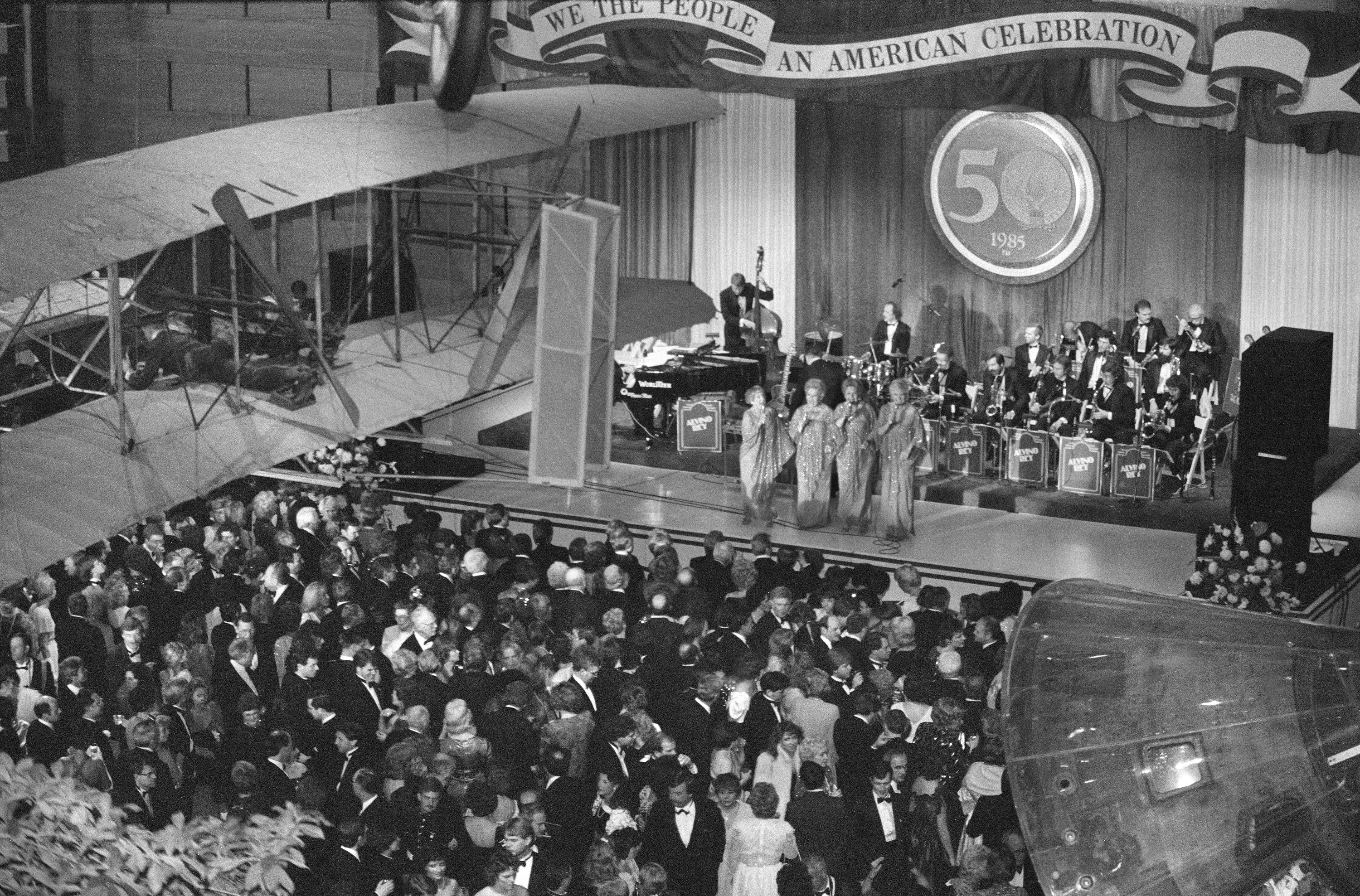
La festa successiva all'insediamento del presidente degli Stati Uniti Ronald Reagan, che si tenne al NASM nel 1985. In primo piano, a sinistra, il Flyer appena restaurato.

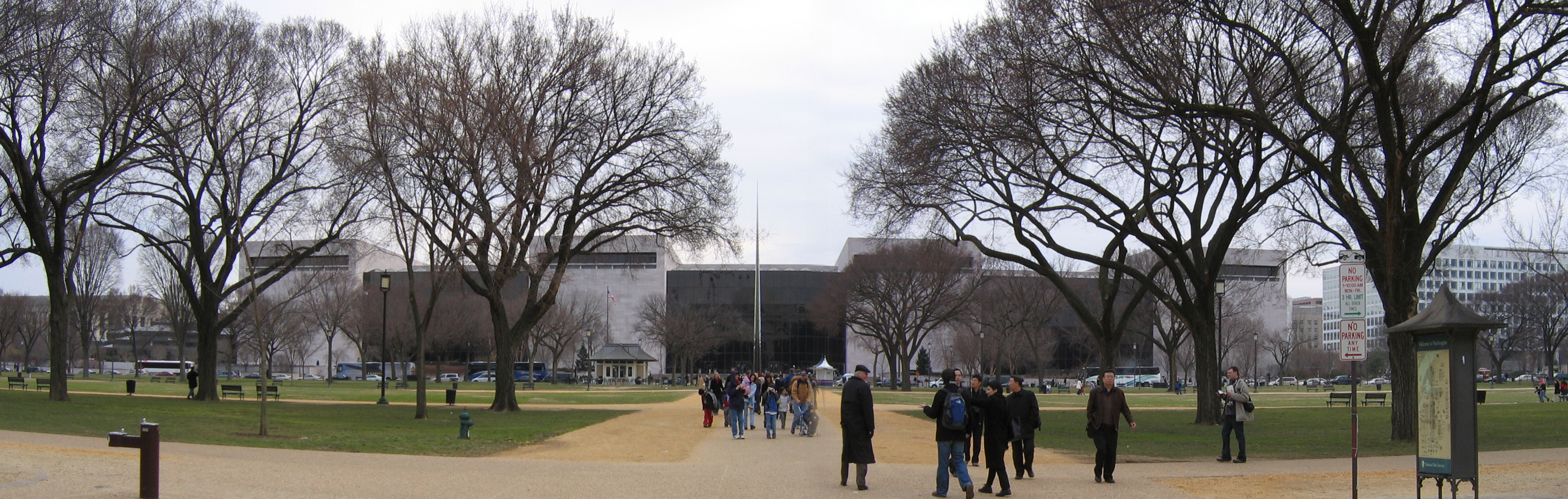
Il National Air and Space Museum a Washington, che ospita il Flyer originale.

Nel 1913 una grave alluvione colpì Dayton, e le casse che contenevano l'aereo rimasero per settimane sotto l'acqua fangosa. Poi, nel 1916, il Flyer (sempre nelle casse danneggiate dall'acqua) fu portato in un nuovo edificio, adibito a laboratorio, da Orville (Wilbur era morto nel 1912). Dopodiché, nel corso di quello stesso 1916, il velivolo fu riassemblato per la sua prima esposizione in pubblico, che si svolse presso il Massachusetts Institute of Technology (MIT) tra l'11 e il 14 giugno.
Dopo l'esposizione al MIT il Flyer comparì alla Pan-American Aeronautical Exhibition, presso New York, nel 1917, alla riunione estiva della Society of Automotive Engineers a Dayton nel 1918, alla Aeronautical Exposition a New York nel 1919, e di nuovo a Dayton per la International Air Races nel 1924.

### Divergenze con la Smithsonian Institution: il Flyer a Londra
Nel 1910 nacquero le prime ostilità tra Orville Wright e la Smithsonian Institution: la causa di questi attriti fu il rifiuto da parte di quest'ultima, già allora un'importante istituzione scientifica, di accordare ai Wright i loro meriti nell'avere superato l'ex segretario della Smithsonian stessa, Samuel Langley, nella corsa al primato. L'offerta dei Wright di donare il Flyer originale al museo fu rifiutata, e fu invece richiesto loro di fornire un esemplare di loro produzione nuovo: l'idea dei curatori del museo era quella di esporre un modello Wright costruito intorno al 1910 accanto all'Aerodrome del 1903, suggerendo che quest'ultimo avesse influenzato il lavoro dei fratelli di Dayton (il che era falso).
La Smithsonian tentò addirittura di far passare l'Aerodrome per il primo aereo ad essersi mai alzato da terra, facendolo effettivamente staccare dal suolo nel 1914, dopo averlo pesantemente modificato.
Negli anni venti del XX secolo, nello stesso periodo in cui queste divergenze divennero particolarmente gravi, il Flyer iniziò a ricevere attenzioni degne di un "tesoro nazionale".
Nel 1925 Orville prese la decisione estrema di offrire il Flyer allo Science Museum di Londra, convinto che la Smithsonian si sarebbe arresa a riconoscergli i suoi meriti piuttosto che vedere un glorioso prodotto americano esposto in Europa. Invece la Smithsonian non reagì, e nel febbraio 1928 il Flyer assunse la sua nuova collocazione londinese.

### Ritorno negli Stati Uniti
La controversia fu risolta solo all'inizio degli anni quaranta. Nel 1942 la Smithsonian Institution pubblicò un articolo in cui ritrattò le sue posizioni su Langley e riconobbe ai Wright i loro meriti; nel 1943 Orville prese accordi affinché l'aereo tornasse negli USA, ma per essere protetto dai bombardamenti della seconda guerra mondiale il Flyer dovette essere conservato in un rifugio sotterraneo poco fuori Londra fino alla fine della guerra. Rimase poi in Inghilterra fino al 1948 affinché ne fosse fatta una copia. Orville morì per un improvviso attacco cardiaco in quello stesso anno, e così fu solo dopo la sua morte, il 17 dicembre 1948, che il Flyer assunse la sua collocazione definitiva nel corso di una solenne cerimonia. In quell'occasione l'ambasciatore britannico, Sir Oliver Franks, commentò:
Nel 1976 il Flyer fu rimosso dal vecchio edificio della Smithsonian Institution dedicato alle arti e all'industria per essere spostato nel nuovo National Air and Space Museum; nel 1984-85 l'aereo subì un restauro completo e un'estesa fase di studi, e nel 2003, nel centennale del suo primo volo, fu spostato in una nuova galleria dedicata completamente ad esso.

### Il restauro del 1984-1985
Nel 1981, presso i responsabili della Smithsonian Institution, prese avvio una discussione sull'opportunità di sottoporre il Flyer ad un estensivo restauro finalizzato a riparare i danni subiti dall'aereo nel corso di molti anni di esposizione al pubblico. I lavori, iniziati nel dicembre 1984 e proseguiti fino alla primavera del 1985, costituirono la prima occasione di studio tecnico approfondito della struttura del Flyer da quando Orville aveva compiuto l'ultima operazione di restauro nel 1926-27.
Sotto la guida dei tecnici Karl Heinzel, Richard Horigan e Reed Ferguson l'aereo fu dapprima completamente smontato e ispezionato; tutti i suoi componenti vennero accuratamente analizzati per stabilirne il livello di degrado, mentre i segni di corrosione delle parti metalliche vennero eliminati e le riparazioni necessarie eseguite; l'intera struttura fu poi trattata con agenti preservanti. L'unico componente importante ad essere rimpiazzato fu il rivestimento in tela. Tutta l'operazione avvenne in un laboratorio visibile al pubblico, per non privare i visitatori della possibilità di vedere il Flyer.
Durante il restauro, il Flyer fu studiato approfonditamente in ogni sua parte, e venne prodotta una vasta documentazione di tavole tecniche e fotografie.

### Sulla Luna e su Marte
Un frammento del velivolo è stato portato sulla Luna a bordo dell'Apollo 11 nel 1969, ritornando successivamente sulla Terra.
Nel 2021, un altro frammento di una delle sue ali è arrivato su Marte a bordo del velivolo Ingenuity, per marcare il primo volo di un apparecchio costruito dall'uomo su un altro corpo celeste, effettuato il 19 aprile 2021.

## Controversie sul primato
Le fonti non specializzate in genere attribuiscono sbrigativamente ai fratelli Wright il primo volo motorizzato della storia; prima del 17 dicembre 1903 però si erano svolti diversi tentativi – basati su studi non sempre propriamente scientifici – di alzarsi da terra su mezzi motorizzati "più pesanti dell'aria", alcuni dei quali avevano incontrato parziale successo.

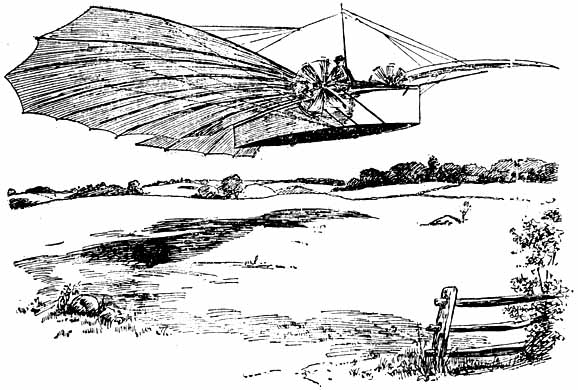
Il disegno che accompagnava l'articolo su Weisskopf del Bridgeport Herald il 18 agosto 1901.

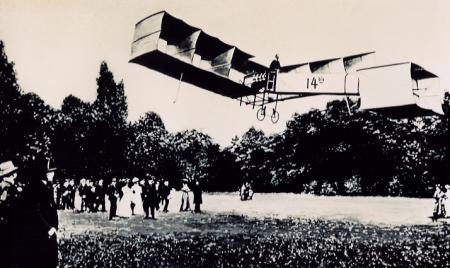
Il Santos-Dumont 14-bis di Alberto Santos-Dumont in volo a Parigi nel 1906.

I seguenti sono, tra i tanti, particolarmente degni di nota. Il già citato Clément Ader, quasi sicuramente, riuscì nel 1890 a far sollevare il suo Éole con propulsione a vapore di una ventina di centimetri dal suolo, per una distanza di circa 50 m; tuttavia quando ebbe l'occasione di ripetere la prova con testimoni ufficiali, nel 1897, il suo velivolo non si staccò da terra.
Più completo, anche se più controverso, fu il successo dell'immigrato tedesco negli Stati Uniti Gustav Weisskopf (poi anglicizzato Gustave Whitehead); sembra che, il 14 agosto 1901, Weisskopf fu in grado di far volare il suo Modello 21 a vapore su una distanza di circa 800 m toccando una quota di 15 m, come venne riportato dal cronista del Bridgeport Herald Dick Howell, testimone oculare, pochi giorni dopo. A quanto sembra in seguito le sue difficoltà economiche e i suoi problemi nella comunicazione in inglese gli resero impossibile brevettare le sue invenzioni, e tutti i suoi disegni e le sue documentazioni andarono perdute. Il motivo per cui i suoi esperimenti sono sostanzialmente dimenticati potrebbe risiedere in parte anche nell'ostilità che poteva esserci verso un immigrato tedesco negli Stati Uniti di inizio secolo.
Un altro versante della questione del primato dei Wright riguarda il fatto che, nel 1903, essi decollarono con un forte vento frontale e con l'ausilio di un carrellino e di una rotaia: in altre parole, il fatto che il decollo non fu effettuato dal Flyer in modo del tutto indipendente mette in dubbio il fatto stesso che esso abbia effettivamente volato poiché, secondo i regolamenti della Fédération Aéronautique Internationale, l'ente responsabile dell'omologazione dei primati aeronautici (che però è stato fondato solo nel 1905), un record è valido esclusivamente se l'aeroplano che l'ha infranto l'ha fatto decollando con i suoi soli mezzi. Tenendo conto di questo, il primo vero e proprio volo di un "più pesante dell'aria" verrebbe ad essere quello compiuto dal pioniere dell'aviazione franco-brasiliano Alberto Santos-Dumont il 13 settembre 1906; il suo 14-bis infatti fu il primo aeroplano dotato di un moderno carrello d'atterraggio a riuscire a volare, e si alzò da terra senza alcun ausilio.
Effettivamente, la questione se il Flyer abbia o meno volato per primo dipende essenzialmente dalla definizione che si vuole dare alla parola "volo"; il fatto che la maggior parte delle istituzioni e dei testi specializzati consideri il Flyer il primo vero aereo della storia significa che la definizione di volo generalmente accettata insiste più sulla controllabilità del velivolo che sulla sua capacità di decollare in modo completamente indipendente.
In complesso, i testi più specializzati in tema di aviazione tendono a parlare del primato dei Wright con una certa prudenza: secondo la Smithsonian Institution, un'istituzione autorevole anche se legata strettamente ai Wright, il Flyer fu "la prima macchina motorizzata più pesante dell'aria a portare a termine un volo controllato e sostenuto con un pilota a bordo". In questi termini, cioè mettendo adeguatamente l'accento sulla controllabilità del velivolo, il primato dei Wright risulta difficilmente contestabile, sia rispetto al brevissimo balzo di Ader, sia rispetto ai presunti voli del Modello 21 di Weisskopf, il controllo del quale sembra essere stato affidato esclusivamente al movimento del corpo del pilota, con il conseguente spostamento dell'equilibrio del velivolo.
Comunque, indipendentemente dal fatto di considerare o meno quelli del 17 dicembre 1903 come veri e propri voli, i fratelli Wright rimangono tra i pionieri dell'aviazione che esercitarono le influenze più notevoli sui loro contemporanei; inoltre furono probabilmente loro, negli anni immediatamente successivi al 1903, a riuscire ad acquisire più compiutamente, con i loro aeroplani, un vero e proprio controllo dell'aria. In particolare, il Wright Flyer III (un velivolo derivato direttamente dal Flyer e ancora molto simile ad esso) che volò estensivamente nel 1905 e nel 1908 è spesso considerato il primo aeroplano veramente efficiente e pratico mai costruito.

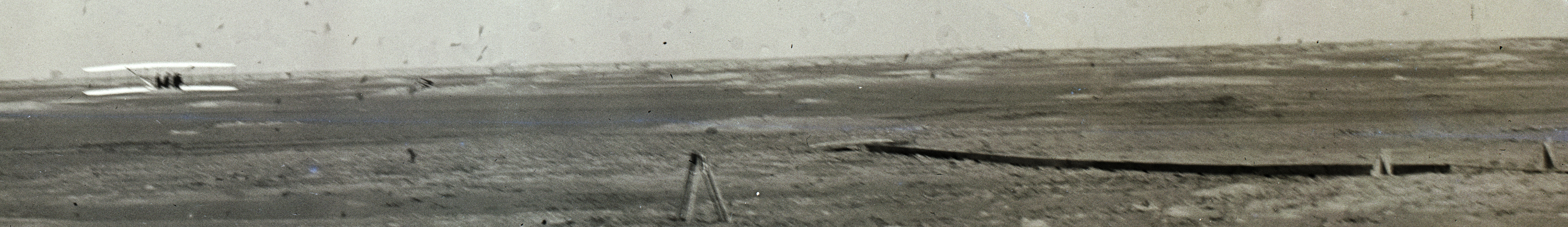
Il Flyer durante il suo quarto e ultimo volo del 17 dicembre 1903, con Wilbur Wright ai comandi.

### Periodici

Francobollo statunitense della serie Celebrate the Century dedicato al Flyer.

- (EN) Phaedra Hise, In Search of the Real Wright Flyer, in Air & Space, gennaio 2003,  pp. 22-29.
- (EN) Peter L. Jakab, The Original, in Air & Space, marzo 2003,  pp. 34-39.